# Jennifer Antonecchia
Jennifer Antonecchia (Imola, 22 settembre 1988) è una giocatrice di calcio a 5 ed ex calciatrice italiana, in forza al Sassoleone del quale è anche capitano.

## Carriera

### Calcio a 11
Jennifer Antonecchia inizia la carriera nel Packcenter Imolese dove rimane fino alla fine della stagione 2012-2013. L'anno successivo si accorda con l'Imolese dove disputa la stagione di Serie B 2013-2014 contribuendo a portare la squadra rossoblu all'ottavo posto del Girone C scongiurando la retrocessione. Al termine del campionato totalizza 22 presenze con 4 gol all'attivo.
L'8 luglio 2014 coglie l'occasione per disputare la sua prima stagione in Serie A formalizzando l'ingaggio da parte della neopromossa San Zaccaria. Con la squadra ravennate rimane una sola stagione, scendendo in campo 12 volte su 26 incontri senza siglare alcuna rete in campionato.
Durante il calciomercato estivo 2015 trova un accordo con il Bologna per giocare come titolare nella sua formazione che disputa il campionato di Serie B per la stagione entrante.